# Valerie McClain-Ward
Valerie McClain-Ward (ur. 14 lutego 1956 w Berkeley w  Kalifornii) – amerykańska wioślarka, olimpijka.
Reprezentowała Stany Zjednoczone we wioślarswie w konkursie wyścigu czwórek ze sternikiem na Letnich Igrzyskach Olimpijskich 1984, które odbyły się w Los Angeles w stanie Kalifornia. W skład drużyny wchodziły jeszcze cztery zawodniczki: Abby Peck, Patricia Spratlen, Jan Harville i Liz Miles. W pierwszej rundzie ukończyły konkurencję w czasie 3:28.02. Dotarły do finałów, gdzie ukończyły konkurencję z czasem 3:23.58. Drużyna zajęła 4. miejsce..
Zdobyła również trzy srebrne medale na mistrzostwach świata w wioślarstwie w ósemkach ze sternikiem w 1981 i 1983 oraz w czwórkach ze sternikiem w 1982.